# Juan Bautista Vaillant Berthier
Juan Bautista Vaillant Berthier fut le régisseur espagnol de Santiago de Cuba à la fin du XVIIIe siècle, à l'époque du développement de l'île, avec l'arrivée des réfugiés français de Saint-Domingue à Cuba. Sous son autorité, Santiago de Cuba prit son essor, l'agriculture du café et du coton se développèrent et de nombreux édifices religieux et publiques furent érigés.
Colonel de cavalerie, il a écrit à diverses occasions à la Cour d'Espagne pour proposer « les moyens les plus faciles pour développer cette partie orientale sans majeures charges pour le Trésor public royal », dans le sillage des propositions de la Real Sociedad Económica de los Amigos del País fondée en 1783, la première de Cuba et d'Amérique.
Il a succédé au régisseur colonial Juan Francisco Creagh, qui envoya à la Cour d'Espagne en 1788 un rapport demandant à développer la partie orientale pour qu'elle rapporte les mêmes dividendes que Saint-Domingue et la Jamaïque rapportaient à l'Angleterre et à la France. Le rapport réclamait la libre entrée des esclaves, des appareils pour l'industrie sucrière et l'agriculture, l'exonération d'impôts des nouvelles productions, la création d'une manufacture de cigares indépendante de La Havane.
Ses successeurs, parmi lesquels Sebastián Kindelán y O’Regan (1763–1836), appelé aussi Sebastián Kindelán y Oregón, régisseur de 1798 à 1812, puis gouverneur 1822-1823, poursuivront son œuvre.